# Atlético Córdoba (Colombia)
Atlético Córdoba fue un club de fútbol colombiano, de la ciudad de Cereté, Córdoba. Fue fundado en 1996 y jugó en la Categoría Primera B desde su fundación hasta el año 1999.

## Historia
Atlético Córdoba fue el primer equipo del departamento homónimo que incursionó en el fútbol rentado. Jugaba como local en el municipio de Cereté.
Su inicio y mejor campaña en el fútbol profesional ocurre en la temporada 1996-97 tras adquirir la ficha de Cartago F. C. Logró clasificar al cuadrangular final donde quedó en el último lugar.
En los años siguientes no consiguió clasificar y tuvo que esperar hasta la temporada 1999 donde llegó a instancias de cuadrangulares semifinales. Un año después desapareció y dio paso a Unión Soacha que posteriormente se convertiría en Pumas de Casanare y luego en el actual Real Santander.

## Temporadas
| Temporada | Posición | PJ | PG | PE | PP | GF | GC | DIF | PTS |
| --------- | -------- | -- | -- | -- | -- | -- | -- | --- | --- |
| 1996-97   | 8.°      |    |    |    |    |    |    |     | 34  |
| 1997      | 14.°     |    |    |    |    |    |    |     | 24  |
| 1998      | 14.°     |    |    |    |    |    |    |     | 34  |
| 1999      | 7.°      | 20 | 6  | 9  | 5  | 24 | 27 | -3  | 27  |

 Pts=Puntos; PJ=Partidos jugados; PE=Partidos empatados; P=Partidos perdidos; GF=Goles a favor; GC=Goles en contra; DIF=Diferencia de gol